# MTU Aero Engines
MTU Aero Engines AG є німецьким виробником авіаційних двигунів. MTU розробляє, виробляє та надає сервісне обслуговування військовим та цивільним авіадвигунам. MTU Aero Engines раніше була відома як MTU München.

## Історія
Восени 1968, MAN Turbo GmbH та Daimler-Benz створили Entwicklungsgesellschaft für Turbomotoren GmbH на паях 50/50, поєднавши розробку авіадвигунів та виробничі інтереси.
У липні 1969, спільне підприємство було перетворено на Motoren- und Turbinen-Union GmbH (MTU), яке виробляло авіаційні двигуни та швидкісні дизельні двигуни MAN Turbo та Daimler-Benz. MTU München відповідали за розробку авіаційних двигунів, а MTU Friedrichshafen відповідали за розробку дизельних двигунів та газових турбін.
У 1985, Daimler-Benz купив 50 % акцій компанії MAN і зробив MTU частиною своєї дочірньої компанії DASA. У 2000, коли DASA було поєднано з іншими компаніями для створення Європейського аерокосмічного і оборонного концерну EADS, MTU було відокремлено від DASA і залишилося частиною DaimlerChrysler. У 2003, MTU було продано приватній компанії KKR. Через два роки KKR продав всі свої акції на фондових біржах Німеччини.
Компанія має розташована і у інших місцях світу, у тому числі Ванкувер, Британська Колумбія; Ряшів, Польща; та Чжухай, Китай.

## Продукти

### Цивільні
Джерела:
- PW4000Growth, у партнерстві з Pratt & Whitney.
- PW1000G, у партнерстві з Pratt & Whitney.
- PW2000, у партнерстві з Pratt & Whitney.
- PW6000, у партнерстві з Pratt & Whitney.
- PW300, у партнерстві з Pratt & Whitney.
- PW500, у партнерстві з Pratt & Whitney.
- JT8D, у партнерстві з Pratt & Whitney.
- GP7000, у партнерстві з Engine Alliance.
- V2500, у партнерстві з International Aero Engines.
- GEnx, у партнерстві з General Electric.
- CF6, субпідряд  General Electric.

### Військові
Джерела:
- TP400, як частина консорціуму Europrop International.
- EJ200, як частина консорціуму EuroJet Turbo GmbH.
- MTR390, як частина консорціуму MTU Turbomeca Rolls-Royce (MTR).
- RB199, як частина консорціуму Turbo-Union.
- F414, субпідряд General Electric.
- F110, субпідряд General Electric.
- J79, у партнерстві з General Electric.
- GE38, у партнерстві з General Electric.
- T64, у партнерстві з General Electric.